# 龍且
龍 且（りょう しょ、生年不詳 - 紀元前203年）は楚漢戦争時代の楚の勇将。項梁・項羽に信任され戦功を挙げる。濰水の戦いにおいて漢の上将韓信に敗れ戦死した。

## 経歴
紀元前208年夏、東阿の戦いにおいて、龍且の名がはじめて現れる。秦将章邯は魏の本拠地・臨済を攻略、楚・斉の援軍もろとも撃破する。斉将田栄は東阿に退却、魏王の弟・魏豹もまたそこへ逃げ込み、章邯は両者を追撃する。田栄は楚軍に救援を要請、項梁はこれに応じ龍且を派遣した。龍且と田栄は内外呼応し、秦軍の攻囲を討ち破る。章邯の数少ない敗戦劇であった。
これ以降、龍且は項氏一族の将軍と肩をならべて戦陣に出動することが多くなる。のちに陳平は漢王劉邦の腹心となり進言している。「項羽の将で信任され、なおかつ骨のある人物は、范増・鍾離眜・龍且・周殷ら数人です。黄金万斤を使い間者に流言させ、君臣の離間を計りましょう」　劉邦はこれを裁可した。龍且の高い評価がうかがい知れる。
紀元前206年、漢王劉邦が起兵して三秦を平定すると、龍且は魏の国相の項它とともに定陶の南で漢軍の灌嬰と戦ったが敗れた。紀元前204年、龍且は項声とともに淮南を攻め、英布の軍を六に破った。英布は漢を頼って逃亡した。
紀元前203年10月、韓信が臨淄を平定すると、項羽は龍且に命じて、周蘭を副将（亜将）として将兵20万を率いさせて派遣させた。冬11月 のことであった。持久戦にすべきと龍且に進言する者もいたが、彼は韓信のことを「股夫」と侮ってこれを聴かず即戦で臨んだ。
龍且と周蘭は韓信と濰水をはさんで対陣した。韓信は夜間のうちに濰水の上流に土嚢を積んで堰を造り、水を塞いでおいた。韓信は軍を率いて半ばが渡ったところで龍且の軍を攻撃し、偽って敗走した。龍且は「私は以前からもともと韓信が臆病なのは知っていた」と嘲笑って追撃した。これをみた韓信は土嚢の堰を決壊させた。龍且の軍の大半が渡りきらないうちに韓信は反撃を加え、龍且は灌嬰の軍勢によって討ち取られた。